# Regla de aligación
La regla de aligación es la que nos enseña a resolver problemas referentes de mezclas y aleaciones y por la cual se computa y averigua el precio común de la mezcla de especies de diferente valor o perfección o la cantidad que se requiere de cada una de ellas para componer la mezcla que se pretende a fin de reducirlas a cierto precio o número.
Las materias de que trata esta regla son diversas como metales, granos, licores, lanas, etc. Así por medio de esta regla se pueden resolver diversos problemas, como por ejemplo, el siguiente. Un platero tiene dos especies de oro, una de 20 y otra de 16 quilates y quiere hacer 24 onzas de oro de 17 quilates. Se pregunta cuánto ha de tomar de cada especie para esto.

## Tipos de problemas
En las reglas de aligación se pueden diferenciar varios tipos de problemas, según los valores conocidos y los que hay que averiguar, podemos ver los siguientes casos:

### Conocidas las partes, averiguar el total
El caso más sencillo, también conocido como problema de aligación directa, conocidas las cantidades y la concentración o riqueza de cada una de ellas, averiguar la cantidad total y su grado de riqueza, veámoslo con un ejemplo:

Para confeccionar un abrigo de lana, se emplean distintos tejidos de mezcla de lana y sintético, sabiendo que se emplean 1.000 g. de tejido con el 80 % de lana, 500 g. con el 40 % de lana, 400 g. con el 60 % de lana y 100 g. con el 20 % de lana. ¿Cuál es el peso del abrigo confeccionado y cuál es su porcentaje de lana?

Para resolver el problema podemos sumar el peso de cada uno de los tejidos obteniendo el peso total, la cantidad de lana que cada uno de los tejidos aporta es su peso por su concentración en lana, la suma de estas aportaciones dará el total de lana en el abrigo, con lo que podemos calcular el porcentaje de lana del abrigo confeccionado. Veamos:
{\displaystyle {\begin{array}{rcrcr}{\rm {tejido}}&&\%&&{\rm {lana}}\\\hline \hline 1.000{\rm {g}}&\times &80\%&=&800{\rm {g}}\\500{\rm {g}}&\times &40\%&=&200{\rm {g}}\\400{\rm {g}}&\times &60\%&=&240{\rm {g}}\\100{\rm {g}}&\times &20\%&=&20{\rm {g}}\\\hline 2.000{\rm {g}}&&&=&1.260{\rm {g}}\\\end{array}}}
Por lo tanto tenemos un abrigo que pesa 2.000 g., y tiene 1.260 g. de lana, así que el porcentaje de lana del abrigo será:
{\displaystyle \%\;{\text{lana}}={\rm {{\cfrac {1260g}{2000g}}\times 100=63\%}}}
El resultado es un abrigo confeccionado con cuatro tipos de tejidos de lana con un peso total de 2.000 g. y el 63 % de lana.

### Cantidad de las partes, para obtener un total
Consiste en hallar qué cantidad que debe añadirse en la mezcla de cada componentes, conociendo la riqueza de la mezcla resultante y las riqueza de los componentes, también conocido como problema de aligación inverso, veamos también este caso con un ejemplo:

Disponemos de dos mezclas de cemento y arena, una tiene el 80 por ciento de cemento y la otra el 30 por ciento; ¿qué cantidades hay que poner de cada una de ellas para obtener 120 kg. de mezcla al 40 % de cemento?

Llamaremos {\displaystyle M_{80\%}} a la masa añadida de la mezcla al 80 % y {\displaystyle M_{30\%}} a la masa de la mezcla al 30 %, el total obtenido será {\displaystyle M_{40\%}}, podemos ver que la suma de las dos primeras masas dará como resultado la tercera:
{\displaystyle M_{80\%}+M_{30\%}=M_{40\%}}
La aportación de cemento de las partes será el cemento en el resultado:
{\displaystyle M_{80\%}\cdot 0,80+M_{30\%}\cdot 0,30=M_{40\%}\cdot 0,40}
además por los datos del problema sabemos que:
{\displaystyle M_{40\%}=120kg}
por lo tanto tenemos que:
{\displaystyle \left.{\begin{array}{rcrcr}M_{80\%}&+&M_{30\%}&=&120{\rm {kg}}\\0,80\cdot M_{80\%}&+&0,30\cdot M_{30\%}&=&0,40\cdot 120{\rm {kg}}\\\end{array}}\right\}}
que es equivalente a:
{\displaystyle \left.{\begin{array}{rcrcr}M_{80\%}&+&M_{30\%}&=&120{\rm {kg}}\\80\cdot M_{80\%}&+&30\cdot M_{30\%}&=&40\cdot 120{\rm {kg}}\\\end{array}}\right\}}
Resolviendo este sistema de dos ecuaciones con dos incógnitas tenemos:
{\displaystyle \left\{{\begin{array}{rcr}M_{80\%}&=&24{\rm {kg}}\\M_{30\%}&=&96{\rm {kg}}\\\end{array}}\right.}
Mezclando 24 kg con el 80 % de cemento, con 96 kg de 30 %, obtendremos 120 kg con el 40 % de cemento.

### Una de las partes desconocida
Al realizar una mezcla con varias partes, todas conocidas menos una de la que se desconoce tanto la cantidad como la riqueza, para dar un total que si se conoce, en este caso lo que hay que averiguar es la cantidad y la riqueza del componente desconocido, lo vemos con un ejemplo:

Un orfebre funde en un crisol: 500 g de oro de 15 quilates, 300 g de 20 quilates, más un medallón también de oro, obteniendo como resultado un lingote de 900 g de 17 quilates. ¿Cuánto pesaba el medallón y de cuántos quilates era?

Llamaremos m a la masa del medallón en gramos y r a la riqueza del medallón en quilates, así podemos ver que la suma de masas permanece constante:
{\displaystyle {\text{500g + 300g}}+m=900{\rm {g}}}
De aquí podemos calcular m:
{\displaystyle m={\rm {900g-500g-300g}}}
esto es:
{\displaystyle m=100{\rm {g}}}
la masa del medallón es 100 gramos.
El oro de la aleación también permanece constante:
{\displaystyle 500\cdot {\cfrac {15}{24}}+300\cdot {\cfrac {20}{24}}+m\cdot {\cfrac {r}{24}}=900\cdot {\cfrac {17}{24}}}
que es equivalente a:
{\displaystyle 500\cdot 15+300\cdot 20+m\cdot r=900\cdot 17}
Operando la ecuación:
{\displaystyle m\cdot r=900\cdot 17-500\cdot 15-300\cdot 20}
Dado que la masa m ya la tenemos calculada:
{\displaystyle r={\cfrac {900\cdot 17-500\cdot 15-300\cdot 20}{100}}}
{\displaystyle r=18}
Luego el medallón de oro pesaba 100g y era de 18 quilates.

## Tipos de problemas, caso general
Las reglas de aligación son de aplicación a las mezclas de distintos componentes, independientemente de la naturaleza de esos componentes, como se ha podido ver en la sección anterior, pero siempre se establecen dos reglas: la conservación de la masa total y la masa de los componentes. Así para un caso general con n elementos a mezclar, cada uno de los cuales tiene una masa m, y una riqueza r, dando lugar a una mezcla de masa M y riqueza R, podemos ver que:
{\displaystyle M=\sum _{i=1}^{n}{m_{i}}}
{\displaystyle M\;R=\sum _{i=1}^{n}{(m_{i}\;r_{i})}}
Según los valores conocidos y las valores por determinar, y estas dos ecuaciones, se afrontan los distintos tipos de problemas de las reglas de aligación.